# ジョエル・ペゲーロ
ジョエル・アルベルト・ペゲーロ（Joel Alberto Peguero, 1997年5月5日 - ）は、ドミニカ共和国サントドミンゴ出身のプロ野球選手（投手）。右投右打。MLBのタンパベイ・レイズ傘下所属。

## 経歴
2015年にアマチュア・フリーエージェントでタンパベイ・レイズと契約してプロ入り。
2016年、傘下のルーキー級ドミニカン・サマーリーグ・レイズでプロデビュー。16試合（先発2試合）に登板して2勝3敗3セーブ、防御率3.43、26奪三振を記録した。 
2017年はアパラチアンリーグのルーキー級プリンストン・レイズでプレーし、13試合（先発10試合）に登板して3勝5敗、防御率8.12、31奪三振を記録した。 
2018年もルーキー級プリンストンでプレーし、14試合（先発6試合）に登板して1勝2敗、防御率7.44、38奪三振を記録した。オフにはオーストラリアン・ベースボールリーグのパース・ヒートでプレーした。
2019年はA級ボーリンググリーン・ホットロッズでプレーし、31試合に登板して3勝4敗16セーブ、防御率2.85、44奪三振を記録した。

## 投球スタイル
90mph中盤から100mphに迫る速球が武器である。